# Kick Him When He's Down
«Kick Him When He's Down» es un sencillo de la banda estadounidense de punk rock The Offspring. La canción fue lanzada como un sencillo promocional exclusivamente para Airplay y sólo en Europa. Además, no dispuso de un vídeo musical. Este fue el primer y único sencillo lanzado para el álbum Ignition. Algo interesante acerca de este sencillo es que fue publicado después de que The Offspring había lanzado su álbum Smash en 1994, mientras que la canción pertenece al álbum Ignition, que fue lanzado dos años antes que Smash. Esto fue debido a que The Offspring quería que la gente conozca un poco más acerca de sus obras musicales del pasado. "Kick Him When He's Down" es uno de los pocos sencillos que no aparecen en su álbum recopilatoro Greatest Hits, que fue lanzado en 2005.

## Listado de canciones
El sencillo fue lanzado solamente en CD y la única canción que contenía era "Kick Him When He's Down".

### Edición en CD
| N.º                  | Título                    | Duración |  |
| 1.                   | «Kick Him When He's Down» | 3:16     |  |
| Duración total: 3:16 |                           |          |  |

## Posiciones en las listas
| Listas (1995)                            | Posición |
| ---------------------------------------- | -------- |
| EE. UU. Billboard Mainstream Rock Tracks | No. 22   |

## Créditos
- Dexter Holland - Guitarra, vocalista
- Noodles - Guitarra, coros
- Greg K. - Bajo
- Ron Welty - Batería